# Nigerianische Marine
Die Nigerianische Marine (engl.: Nigerian Navy, abgekürzt NN) ist die Seestreitmacht der Streitkräfte der Bundesrepublik Nigeria. Sie wird mit 75 Kriegsschiffen (darunter die drei Fregatten) als die fünftstärkste Marine in Afrika (nach Südafrika, Ägypten, Algerien und Marokko) eingestuft. Sie gilt als gut trainiert und hat an mehreren Friedensmissionen teilgenommen.

## Aufbau
Die Marine-Kommandostruktur besteht aus dem Marine-Hauptquartier, dessen Basis sich in Abuja befindet, zwei operationalen Kommandos mit Hauptquartieren in Lagos und Calabar, zwei Trainingskommandos mit Hauptquartieren in Lagos, jedoch mit Trainingsgeländen über ganz Nigeria verteilt, zwei Operationsbasen, fünf vorgelagerten Operationsbasen (die in Kürze um zwei weitere vergrößert werden sollen), zwei Werften in Lagos und Port Harcourt und zwei Flottenbasen in Lagos und Calabar.
1984 übernahm Blohm + Voss den Bau der Marinebasis Wilmot Point. 1987 wurde ein erster Teil der Werftanlagen mit dem Ausbildungszentrum offiziell eingeweiht. B+V war seit 1985 auch mit der Schulung von Werftpersonal tätig. In rund 300 Containern wurde das Material für eine Schiffbau- und Stahlbauhalle, einen moderner Maschinen-Prüfstand, Elektro- und Elektronikwerkstätten, ein Labor zur Werkstoffprüfung, Krananlagen und anderes Material nach Nigeria verschifft. Am 28. August 1990 weihte der damalige nigerianische Staatschef, General Babangida, die Gesamtanlage von Wilmot Point ein. Die Marine hat einschließlich der Küstenwache 25.000 Mann unter Waffen.

## Einsätze
Die NN war an dem gewaltlosen Ausgang einer Geiselnahme durch Piraten 2010 beteiligt. Seeräuber hatten die BBC Polonia vor dem Nigerdelta geentert und dabei eines der zwölf Besatzungsmitglieder verletzt. Marinesoldaten hatten noch am Abend des Kidnappings das verlassene Schiff gesichert.

## Ausrüstung

### Fregatten, Korvetten und Hochseepatrouillenboote
| Schiffsklasse        | Herkunft            | Foto         | Schiffe                              | Verdrängung | Anmerkungen                                        |
| -------------------- | ------------------- | ------------ | ------------------------------------ | ----------- | -------------------------------------------------- |
| Centenary (Typ P18N) | Volksrepublik China | Beispielbild | NNS Centenary (F91) NNS Unity (F92)  | 1500 t      |                                                    |
| Hamilton             | Vereinigte Staaten  |              | NNS Thunder (F90) NNS Okpabana (F93) | 3250 t      | ehemalige Einheiten der amerikanischen Küstenwache |
| MEKO 360 H1          | Deutschland         |              | NNS Aradu (F89)                      | 3630 t      |                                                    |

### Patrouillenboote
| Schiffsklasse         | Herkunft   | Foto         | Schiffe | Verdrängung | Anmerkungen                         |
| --------------------- | ---------- | ------------ | --- | ----------- | ----------------------------------- |
| Ocea FPB 72 MKII      | Frankreich | Beispielbild | NNS Okpoku (P175) NNS Bomadiv (P176) NNS Badagry (P177) NNS Shiroro (P185) NNS Osev (P186) NNS Gongola (P189) NNS Calabar (P190) | 120 t       |                                     |
| Ocea FPB 110          | Frankreich |              | NNS Sokoto (P193) NNS Aba (P194)                                                                                                 |             |                                     |
| Ocea C-Falcon         | Frankreich |              | NNS P271 NNS P272 NNS P273 NNS P274                                                                                              |             |                                     |
| Aresa 1700 Fighter II | Spanien    |              | | 7,6 t       | vier Boote sind in Bau oder geplant |

### Hilfsschiffe
| Schiffsklasse      | Herkunft    | Foto         | Schiffe                           | Verdrängung | Anmerkungen                                                           |
| ------------------ | ----------- | ------------ | --------------------------------- | ----------- | --------------------------------------------------------------------- |
| Lerici             | Italien     | Beispielbild | NNS Ohue (M371) NNS Barama (M372) | 503 t       | Minensuchboot                                                         |
| Ocea OSV 190       | Frankreich  |              | NNS Lana (A499)                   |             | Hydro- und ozeanographisches Vermessungsschiff                        |
| Ocea OSV 115 SC-WB | Frankreich  |              |                                   |             | Hydro- und ozeanographisches Vermessungsschiff, eine Einheit bestellt |
| Damen LST100       | Niederlande |              | NNS Kada (LST 1314)               | 1300 t      | Panzerlandungsschiff, eine weitere Einheit geplant                    |

### Luftfahrzeuge
(Stand Ende 2020).
| Luftfahrzeuge        | Herkunft | Foto                                   | Verwendung                      | Version      | Aktiv | Bestellt | Anmerkungen |
| -------------------- | -------- | -------------------------------------- | ------------------------------- | ------------ | ----- | -------- | ----------- |
| AgustaWestland AW109 | Italien  | Agusta A-109 der nigerianischen Marine | Leichter Mehrzweckhubschrauber  | AW109E Power | 4     |          |             |
| Leonardo AW139       | Italien  | Beispielbild                           | Mittlerer Mehrzweckhubschrauber |              | 1     |          |             |